# Ramón Tavera
Ramón Tavera fue un militar mexicano. Durante la Toma de la Ciudad de México (1867), el general Tavera entregó la plaza a las fuerzas del general Porfirio Díaz, quién en un decreto del día 21 de junio de 1867 mandó aprehender a los generales José Vicente Miñón, Santiago Blanco Duque de Estrada, Miguel Blanco Múzquiz, Vicente Rosas Landa, Ignacio Mora y Villamil y Agustín Zires. 